# L'Automate de Nuremberg
L'Automate de Nuremberg est un roman court mêlant le steampunk et le fantastique écrit par Thomas Day et publié aux éditions Gallimard en 2008 puis réédité par les éditions Le Bélial' en 2024.
Le personnage principal est un automate joueur d'échecs, à la manière du Turc mécanique construit à la fin du XVIIIe siècle. Dans le roman, il est le frère cadet de Kaspar Hauser, orphelin célèbre du XIXe siècle.

## Résumé
Melchior Hauser est un automate joueur d'échecs créé par le docteur et inventeur alchimiste Viktor Hauser à Nuremberg. Il est fait de bois sculpté et ne possède qu'un seul sens, la vue, qu'il a fort réduite car il ne voit qu'en noir et blanc et à une courte distance. Il peut néanmoins lire sur les lèvres et s'exprimer à l'aide de phrases préalablement enregistrées dans un cylindre dédié à la parole. Comme tout automate, il doit régulièrement être remonté sans quoi il s'endort jusqu'à ce que son mécanisme interne soit remonté avec la clé dont jamais il ne se sépare. Il a été donné au roi de Prusse Frédéric-Guillaume III, qui l'a ensuite donné à l'empereur de Russie Alexandre Ier.
En septembre 1824, le tsar Alexandre Ier, sur le point d'être vaincu par les armées de Napoléon Ier, rend sa liberté à Melchior. Ce dernier, une fois libre, choisit de retourner à Nuremberg pour essayer de trouver son créateur pour lui demander d'améliorer sa vue et d'augmenter sa mémoire. Mais il découvre à son arrivée que Viktor Hauser vient d'être assassiné. Il décide alors de se rendre à Londres afin d'y retrouver un ingénieur britannique, George Stephenson, rencontré quatre années plus tôt à la cour du tsar et qui fait partie des « pères fondateurs » du chemin de fer à vapeur.
Une fois à Londres, Melchior dépose les brevets des inventions de mon père puis apprend que George Stephenson se trouve à Manchester où il déménage assez vite. Fin 1825, George et Melchior créent, à parts égales, la Société privée d’Ingénierie Stephenson-Hauser qui a déjà plus de vingt-cinq brevets à son actif. Melchior en profite pour améliorer sa vue et sa mémoire.
En 1826, l'administration française supplie la Société privée d’Ingénierie Stephenson-Hauser de les aider à réaliser la liaison ferroviaire Saint-Louis/Nouakchott. Melchior s'y rend pour commencer le travail, George devant le rejoindre plus tard.
En 1827, Melchior est rejoint par son frère cadet qui attaque et décime tous les occupants de la première locomotive faisant le trajet Saint-Louis Nouakchott. Seuls dans le désert, Balthazar, car c'est ainsi que son créateur l'a prénommé, choisit de ne pas remonter le mécanisme de son frère Melchior et se suicide ensuite.